# Башкиров, Василий Иванович
Василий Иванович Башкиров (1857 — после 1914) — городской голова Елабуги, депутат Государственной думы III созыва от Вятской губернии

## Биография
Русский, православный, по сословному происхождению из мещан. Сын крепостного крестьянина из Самарской губернии.
Окончил уездное училище. 20 лет служил по городскому общественному управлению. Земский гласный. С 1901 по 1903 избирался городским головой г. Елабуги, по другим сведениям городской голова с 1901 по 1907 год. Входил в попечительный совет женской гимназии; был первым управляющим делами Елабужской городской публичной библиотеки, открытой осенью 1896 года. Владел домом стоимостью 500 рублей.
14 октября 1907 года избран в Государственной думы III созыва Вятским губернским избирательным собранием от 1-го и 2-го съездов городских избирателей. Вошёл в состав конституционно-демократической фракции. Член думских комиссий по борьбе с пьянством и по исполнению государственной росписи доходов и расходов. Поставил свою подпись под законопроектами:  «Об обеспечении отдыха торгово-промышленных служащих», «О введении земства в Сибири», «О порто-франко в устьях Оби и Енисея», «Об учреждении землеустроительных комиссий в степных областях», «О найме торговых служащих»,  «О введении в Архангельской губернии земского самоуправления», «О изменении городского избирательного закона»,  «Об отмене смертной казни».
В 1914 году входил в комиссию  для детальной проработки вопроса о земском юбилее в Елабуге, комиссия включала кроме него еще 19 земских гласных.
Дальнейшая судьба и дата смерти неизвестны.

## Семья
- Жена  —

### Архивы
- Российский государственный исторический архив. Фонд 1278, Опись 9. Дело 60.